# Eucalyptus capillosa
Eucalyptus capillosa é uma espécie de árvore ou mallee endêmica da Austrália Ocidental. Possui casca cinza lisa, folhas adultas de formato lanceolado a elíptico, gomos florais fusiformes em grupos de nove a treze, flores brancas e frutos em forma de barril ou cilíndricos.

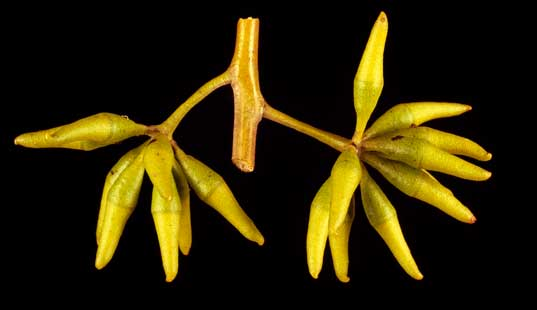
Gomos florais da subespécie capillosa

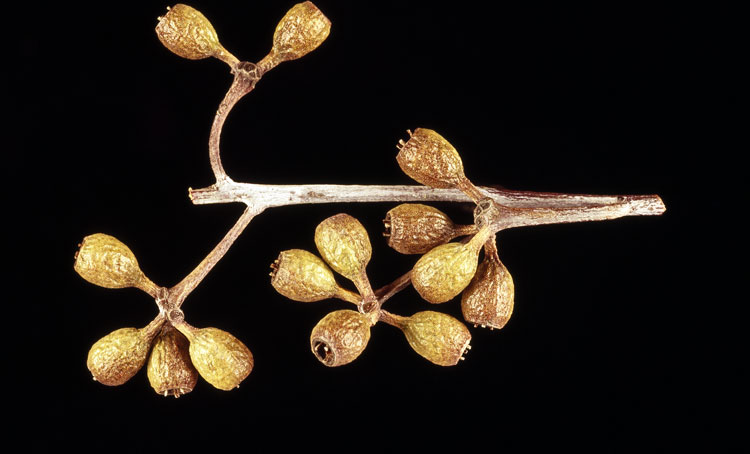
Frutos da subespécie capillosa

## Descrição
O Eucalyptus capillosa pode ser uma árvore ou mallee que geralmente alcança até 12 metros de altura e desenvolve um lignotúber. Sua casca é lisa, às vezes com um leve pó, de cor cinza, com manchas rosadas ou laranja-claras. As folhas de plantas jovens são lanceoladas, glaucas, com 40 a 85 mm de comprimento e 20 a 45 mm de largura. Já as folhas adultas apresentam uma tonalidade verde opaca igual em ambos os lados, com formato linear a elíptico, medindo de 70 a 125 mm de comprimento e de 10 a 22 mm de largura, sustentadas por um pecíolo de 10 a 27 mm. Os gomos florais surgem nas axilas das folhas em grupos de 9, 11 ou 13, suportados por um pedúnculo de 6 a 18 mm de comprimento, com cada flor individual em um pedicelo de 2 a 5 mm. Os gomos maduros têm formato fusiforme, com 8 a 16 mm de comprimento e 2 a 4 mm de largura, possuindo uma caliptra cônica cerca de duas vezes mais longa que o hipanto e da mesma largura na junção. A floração ocorre entre dezembro e maio, com flores brancas. Os frutos são cápsulas cônicas a barriliformes, medindo de 6 a 8 mm de comprimento e 4 a 6 mm de largura, com válvulas geralmente alinhadas à borda.
O Eucalyptus capillosa é muito próximo e semelhante ao E. wandoo, mas diferencia-se por apresentar mudas peludas com mais folhas dispostas em pares opostos e folhas adultas verdes, em vez de azul-esverdeadas ou glaucas.

## Taxonomia e nomenclatura
O Eucalyptus capillosa foi descrito formalmente em 1991 pelos botânicos Murray Ian Hill Brooker e Stephen Donald Hopper, a partir de um espécime coletado perto de Merredin [en], com a descrição publicada na revista Nuytsia [en]. O epíteto específico (capillosa) vem do latim e significa "peludo",:390 em referência às mudas peludas.
Brooker e Hopper descreveram duas subespécies, aceitas pelo Censo Australiano de Plantas [en]:
- Eucalyptus capillosa subsp. capillosa[9] é uma árvore de pequeno a médio porte;[5]:43–45[10]

- Eucalyptus capillosa subsp. polyclada[11] é um mallee que atinge até 6 metros.[5]:46–47[12]

O nome polyclada deriva das palavras do grego antigo polys ("muitos"):623 e klados ("ramo", "galho" ou "caule"),:162 referindo-se ao hábito de mallee desta subespécie.

## Distribuição e habitat
O Eucalyptus capillosa (subespécie capillosa) ocorre no centro e leste do Wheatbelt [en], crescendo em charnecas abertas e baixas, principalmente a leste de Pithara [en], Kellerberrin [en] e Corrigin [en].
O Eucalyptus capillosa (subespécie polyclada) desenvolve-se em encostas cascalhosas em mallees altos, no Wheatbelt central, de Pithara até perto de Hyden e Lake Grace [en].
O Eucalyptus capillosa frequentemente forma bosques abertos com um sub-bosque diversificado. Outras espécies no dossel superior incluem E. salmonophloia e, ocasionalmente, E. salubris [en], E. loxophleba [en] e E. transcontinentalis [en].

## Conservação
Este eucalipto é classificado como "não ameaçado" pelo Departamento de Parques e Vida Selvagem do governo da Austrália Ocidental.